# Helmut Teichmann
Helmut Teichmann (* 1959 in Gütersloh) ist ein deutscher Verwaltungsjurist und politischer Beamter. Er war von 2018 bis 2022 Staatssekretär im Bundesministerium des Innern, für Bau und Heimat.

## Leben

### Ausbildung
Teichmann schloss 1978 das Abitur ab und machte anschließend von 1978 bis 1981 eine Ausbildung zum Polizeivollzugsbeamten in Nordrhein-Westfalen. Danach studierte er von 1981 bis 1986 Rechtswissenschaften an den Universitäten Bielefeld und Münster, worauf er 1986 die erste Juristische Staatsprüfung ablegte. Von 1988 bis 1991 nahm er am juristischen Vorbereitungsdienst teil und legte 1991 die zweite Juristische Staatsprüfung ab.

### Laufbahn
Im Jahr 1991 trat Teichmann in den Öffentlichen Dienst ein und fing beim Bundesministerium des Innern als Referent im Grundsatzreferat der Abteilung Bundesgrenzschutz an. Anschließend war er ab 1996 bis 1999 als Referent des Sicherheitsstaatssekretärs tätig. Ab dem Jahr 2000 war er als Leiter unterschiedlicher Referate tätig. Er leitete von 2000 bis 2003 das Referat für „Organisierte Kriminalität, Geldwäsche“, von 2003 bis 2004 das Referat für „Bürokratieabbau“, von 2004 bis 2008 das Referat für „Polizeiliche Grundsatzfragen, Fachaufsicht Bundeskriminalamt“, im Jahr 2008 das Referat „Internationale polizeiliche Angelegenheiten“ und von 2008 bis 2009 das Referat „Internationale grenzpolizeiliche Angelegenheiten“.
Von 2010 bis 2014 war Teichmann als Ministerialdirigent der Leiter des Leitungsstabes des Bundesministeriums der Verteidigung. Im Jahr 2014 gelang ihm im Amt eines Ministerialdirektors der Aufstieg zum Leiter der Abteilung für „Angelegenheiten der Bundespolizei“.
Am 23. März 2018 wurde Teichmann unter Bundesminister Horst Seehofer (CSU) zum Staatssekretär im Bundesministerium des Innern, für Bau und Heimat ernannt. Im Zuge der Bildung des Kabinetts Scholz wurde er im Januar 2022 in den einstweiligen Ruhestand versetzt. Ihm folgte im November 2022 Bernd Krösser nach.